# Luciano Guerrieri
Luciano Guerrieri (Piombino, 6 luglio 1958) è un dirigente d'azienda e politico italiano.

## Biografia
Laureato in Economia e Commercio all’Università di Firenze, ha successivamente conseguito un Master in Supply Chain Management e Industria 4.0 presso la Business School de Il Sole24Ore. Nel corso dei suoi studi si è specializzato nella gestione e logistica portuale.

## Attività politica
Nel 1995 è stato eletto Sindaco della Città di Piombino con il Partito Democratico della Sinistra (PDS), e riconfermato per un quinquennio nel 1999.
Nel 2004 è stato nominato Assessore alle Politiche Ambientali ed alla Cooperazione Internazionale della Provincia di Livorno.

## Attività istituzionale nella portualità italiana

### Autorità Portuale di Piombino e dell'Elba
Con Decreto Ministeriale del 7 giugno 2005 è stato nominato Presidente dell’Autorità Portuale di Piombino e dell'Elba, e riconfermato per un secondo mandato nel 2009. Durante la presidenza dell'Autorità Portuale di Piombino è stato inoltre nominato Vicepresidente di Assoporti, con delega in materia ambientale. Dal 2013 al 2017 è stato nominato Commissario Straordinario dell'Autorità Portuale di Piombino e dell'Elba.

### Autorità Portuale del Mar Tirreno Settentrionale
Sotto proposta del Governo Conte II, con Decreto Ministeriale n. 88 del 4 marzo 2021 è stato nominato Presidente dell’Autorità di Sistema Portuale del Mar Tirreno Settentrionale, con responsabilità sul Porto di Livorno, Porto di Piombino, e Porti di Portoferraio, Rio Marina, Cavo, e Capraia Isola.

### Opera infrastrutturale prioritaria "Darsena Europa"
Sotto il Governo Draghi, Con Decreto del Presidente del Consiglio dei Ministri (DPCM) del 16 aprile 2021, è stato nominato Commissario Straordinario per l’intervento infrastrutturale prioritario denominato Piattaforma Europa, anche conosciuta come Darsena Europa, progetto volto a perseguire un'ulteriore espansione e competitività internazionale del Porto di Livorno.

## Altri incarichi
Dal 2017 al 2019 è stato Presidente e Amministratore Delegato della Società Porto di Livorno 2000, incaricata di gestire il traffico crociere e traghetti nello scalo labronico.
In concomitanza, dal 2018 al 2020 è stato Vicepresidente della Federlogistica, la Federazione delle imprese del settore della logistica, dei trasporti e delle infrastrutture portuali in Italia, parte di Confcommercio, e Presidente della Commissione Porti della stessa Associazione.